# Divizia A (2005/2006)
Divizia A (2005/2006) – 88. sezon najwyższej klasy rozgrywkowej piłki nożnej w Rumunii. W rozgrywkach brało udział 16 zespołów, grając systemem kołowym w 2 rundach. Tytuł obroniła drużyna Steaua Bukareszt. Tytuł króla strzelców zdobył Ionuț Mazilu, który w barwach klubu Sportul Studențesc Bukareszt strzelił 22 gole.

## Tabela końcowa
| Lp. | Drużyna                          | M  | Z  | R  | P  | Bramki | Bramki | Różn. | Pkt | Uwagi                                        | Bezpośrednio            |
| --- | -------------------------------- | -- | -- | -- | -- | ------ | ------ | ----- | --- | -------------------------------------------- | ----------------------- |
| 1   | Steaua Bukareszt (M)             | 30 | 19 | 7  | 4  | 49     | 16     | +33   | 64  | Liga Mistrzów UEFA • II runda kwalifikacyjna |                         |
| 2   | Rapid Bukareszt                  | 30 | 17 | 8  | 5  | 47     | 23     | +24   | 59  | Puchar UEFA • I runda kwalifikacyjna         |                         |
| 3   | Dinamo Bukareszt                 | 30 | 17 | 5  | 8  | 56     | 32     | +24   | 56  | Puchar UEFA • I runda kwalifikacyjna         | DIN 4-5 SPO SPO 0-2 DIN |
| 4   | Sportul Studențesc Bukareszt (S) | 30 | 17 | 5  | 8  | 54     | 35     | +19   | 56  | Spadek do Liga II                            | DIN 4-5 SPO SPO 0-2 DIN |
| 5   | CFR Cluj                         | 30 | 14 | 8  | 8  | 36     | 27     | +9    | 50  |                                              |                         |
| 6   | Național Bukareszt               | 30 | 13 | 7  | 10 | 32     | 37     | −5    | 46  |                                              |                         |
| 7   | Farul Konstanca                  | 30 | 14 | 3  | 13 | 39     | 38     | +1    | 45  | Puchar Intertoto • I runda                   |                         |
| 8   | Politehnica Timișoara            | 30 | 10 | 10 | 10 | 34     | 31     | +3    | 40  |                                              |                         |
| 9   | Oțelul Gałacz                    | 30 | 10 | 9  | 11 | 35     | 37     | −2    | 39  | OŢE: 8 pts GLO: 5 pts POL: 2 pts             |                         |
| 10  | Gloria Bystrzyca                 | 30 | 11 | 6  | 13 | 27     | 34     | −7    | 39  | OŢE: 8 pts GLO: 5 pts POL: 2 pts             |                         |
| 11  | Politehnica Jassy                | 30 | 11 | 6  | 13 | 28     | 31     | −3    | 39  | OŢE: 8 pts GLO: 5 pts POL: 2 pts             |                         |
| 12  | Argeș Pitești                    | 30 | 8  | 8  | 14 | 27     | 37     | −10   | 32  |                                              |                         |
| 13  | Jiul Petroszany                  | 30 | 7  | 9  | 14 | 28     | 39     | −11   | 30  |                                              |                         |
| 14  | FC Vaslui                        | 30 | 6  | 11 | 13 | 23     | 37     | −14   | 29  |                                              |                         |
| 15  | Pandurii Târgu Jiu               | 30 | 6  | 7  | 17 | 22     | 44     | −22   | 25  |                                              |                         |
| 16  | FCM Bacău (S)                    | 30 | 3  | 5  | 22 | 16     | 55     | −39   | 14  | Spadek do Liga II                            |                         |